# Dilocantha bennetti
Dilocantha bennetti is een vliesvleugelig insect uit de familie Eucharitidae. De wetenschappelijke naam is voor het eerst geldig gepubliceerd in 1998 door Heraty.